# 電気機械器具の外郭による保護等級
電気機械器具の外郭による保護等級（JIS C 0920）とは、日本工業規格で規定された防水や防塵の程度についての等級。家電品のカタログや説明書などに「JIS保護等級」と記載される場合、この内の防水に関する等級を指す場合が多い。この等級を製品等に表記するには、規定に従った試験を通過しなければならない。
2003年に行われた改定によって、国際電気標準会議にて標準化されているエンクロージャによる保護等級（Degrees of protection provided by enclosures（IP Code）/IEC 60529）と統一化が図られ、それ以前まで使用されていた保護等級に関しての規定は削除された。ただし、旧規定もIEC規約にのっとって策定されているものであるため、検査手順など細かい点で差異はあるものの大枠では同一のものである。

## IPコード
IPコードとは、規定されている保護等級やそれに付随する付加的事項をコード化したものである。Ingress Protectionを表す「IP」で始まる4文字から6文字で記載される。
例えば「IP68」と記載されている場合、第一特性数字である「6」は固形物に対する保護等級を、第二特性数字である「8」は水に対する保護等級を示している。また、どちらかの保護等級を省略する場合は「X」を記載する。「省略される=無保護」ではないところに注意が必要である。
水に対する保護等級の一部では、単純に検査項目間の上位・下位が区別できないため、複数の項目に合格しているという意味で「IPX5/IPX8」のように表示される場合がある。

## 外来固形物に対する保護等級
いわゆる「防塵」についての保護等級である。6級以外は何らかの固形物が内部に侵入することになる。
| 保護等級 | 内容                                                       |
| -------- | ---------------------------------------------------------- |
| 0級      | 特に保護がされていない                                     |
| 1級      | 直径50mm以上の固形物が中に入らない（握りこぶし程度を想定） |
| 2級      | 直径12.5mm以上の固形物が中に入らない（指程度を想定）       |
| 3級      | 直径2.5mm以上のワイヤーや固形物が中に入らない              |
| 4級      | 直径1mm以上のワイヤーや固形物が中に入らない                |
| 5級      | 有害な影響が発生するほどの粉塵が中に入らない（防塵形）     |
| 6級      | 粉塵が中に入らない（耐塵形）                               |

## 水の浸入に対する保護等級
防水性能の指標は"IPX"で表される。本来"IP"の後に続く3文字目で防塵性能の指標を表すが、ここに"X"を入れて防塵性能での指標ではないことを表し、防水性能での指標としている。
水に対する耐性レベルについては、IPX0からIPX8までの9段階が存在し、IPX0は水に対する保護がない状態を表す。0-7まではそれぞれが規格によって試験方法が規定されている。IPX8は「IPX7より厳しい試験条件」という規定があるだけで試験条件は存在しないため、IPX8は実際にはメーカーの独自規格となる。
IPX0からIPX6までは、何らかの内部浸水が発生する可能性があるが必ず浸水するという訳でもなく、逆にIPX7やIPX8であっても規格としての防水性能を示すだけで、突発不良や劣化、操作不良など事故の発生を排除するものではない。
IPX7、IPX8は「一定の水中に沈めた状態」という潜水に対する防水性能を示すだけであり、IPX5、IPX6で実施される「噴流水」のような強い短時間の水圧に対する防水性能とは異なることが想定される。このため、潜水と噴流のそれぞれに対する防水性能を表すために"IPX5/IPX7"というように2つのIPコードが並べて表示されることが多い。
なお内容欄に記載された形名は旧規定に記載されていたものであり、現在は削除されている。
| 保護等級 | 内容                                                                 |
| -------- | -------------------------------------------------------------------- |
| 0級      | 特に保護がされていない                                               |
| 1級      | 鉛直から落ちてくる水滴による有害な影響がない（防滴I形）              |
| 2級      | 鉛直から15度の範囲で落ちてくる水滴による有害な影響がない（防滴II形） |
| 3級      | 鉛直から60度の範囲で落ちてくる水滴による有害な影響がない（防雨形）   |
| 4級      | あらゆる方向からの飛まつによる有害な影響がない（防まつ形）           |
| 5級      | あらゆる方向からの噴流水による有害な影響がない（防噴流形）           |
| 6級      | あらゆる方向からの強い噴流水による有害な影響がない（耐水形）         |
| 7級      | 一時的に一定水圧の条件に水没しても内部に浸水することがない（防浸形） |
| 8級      | 継続的に水没しても内部に浸水することがない（水中形）                 |

4級の「防まつ形」は本来なら「防沫形」と表記されるものだが、「沫」が常用漢字に含まれていないためこのような表記になっている。